# Naruhisa, principe Kitashirakawa
Naruhisa Kitashirakawa (北白川宮成久王?, Kitashirakawa-no-miya Naruhisa-ō; Tokyo, 18 aprile 1887 – Perriers-la-Campagne, 1º aprile 1923) è stato un principe e militare giapponese, terzo capo di un ramo cadetto della famiglia imperiale del Giappone e marito della principessa Fusako, figlia dell'imperatore Meiji e della sua concubina Sono Sachiko.

## Primi anni di vita e formazione
Naruhisa Kitashirakawa nacque a Tokyo il 18 aprile 1887, figlio del principe Yoshihisa Kitashirakawa e di sua moglie Tomiko. Succedette come capo della casa di Kitashirakawa-no-Miya alla morte del padre, nel novembre del 1895, durante la prima guerra sino-giapponese. Suo fratello fu Tsunehisa Takeda. Studiò con i principi Yasuhiko Asaka, Naruhiko Higashikuni e Fumimaro Konoe. Nel 1904, si laureò sottotenente presso la 20ª classe dell'Accademia dell'Esercito imperiale giapponese. In seguito, dopo gli studi nella 27ª classe della scuola di guerra, ottenne il grado di colonnello. Il suo campo di studio fu l'artiglieria.

## Matrimonio e famiglia
Il 29 aprile 1909, il principe sposò Fusako, Principessa Kane (1890 - 1974), settima figlia dell'imperatore Meiji. I due ebbero un figlio e tre figlie:
- Principe Nagahisa (北白川宮永久王 Higashikuni Nagahisa Ò?, 1910 - 1940);
- Principessa Mineko (美年子女王 Mineko Joo?, 1910 - 1970); sposata con il visconte Tachibana Tanekatsu;
- Principessa Sawako (佐和子女王 Sawako Joo?, 1913 - 2001); sposata con il visconte Higashizono Motofumi;
- Principessa Taeko (多惠子女王 Taeko Joo?, 1920 - 1954); sposata con Tokugawa Yoshihisa.

## Ultimi anni di vita
Tra il 1920 e il 1923, il principe studiò tattica militare alla École spéciale militaire de Saint-Cyr in Francia, insieme ai suoi cugini Naruhiko Higashikuni e Yasuhiko Asaka. Tuttavia, il 1º aprile 1923, rimase ucciso in un incidente automobilistico a Perriers-la-Campagne, un sobborgo di Parigi, che lasciò gravemente ferita anche la moglie, che lo aveva accompagnato in Francia, e lasciò il principe Asaka zoppo per il resto della sua vita. L'8 giugno, dopo il funerale tenutosi presso l'ambasciata giapponese a Parigi, la salma venne rimpatriata e sepolta nel cimitero imperiale di Toshimagaoka nel quartiere Bunkyō di Tokyo. Nel 193, venne costruito un monumento sul luogo dell'incidente.
La principessa vedova divenne una cittadina comune il 14 ottobre 1947, con l'abolizione dei rami cadetti della famiglia imperiale giapponese da parte delle autorità di occupazione americane. L'ex principessa servì come custode e capo sacerdotessa del santuario di Ise fino alla sua morte, avvenuta l'11 agosto 1974.